# Aldo Baldi
Aldo Baldi (Pistoia, 2 novembre 1906 – 1994) è stato un calciatore e allenatore di calcio italiano, di ruolo portiere.

## Carriera

### Giocatore
Debutta in Serie B con la Pistoiese nella stagione 1929-1930; con i toscani disputa, prima della retrocessione in Serie C avvenuta nel 1936, sei campionati cadetti per un totale di 85 presenze.

### Allenatore
Ha allenato per una stagione la Pistoiese, in coppia con Elio Civinini.